# Ilia Kaikatsishvili
Pas d'image ? Cliquez ici

a Compétitions nationales et continentales officielles uniquement.

Dernière mise à jour le 27 juin 2022.
Ilia Kaikatsishvili, ou Ilya Kaikatsishvili né le 19 février 1993 à Kobouleti, est un joueur géorgien de rugby à XV, évoluant au sein de l'effectif de l'USON Nevers depuis 2022.
Il occupe la position de pilier droit.

## Carrière

### En club
Ilia Kaikatsishvili joue au RC Batoumi et au RC Jiki. En septembre 2014, il représente les Tbilissi Caucasians dans le cadre de la compétition qualificative pour le Challenge européen.
Il débarque ensuite en France au FC Auch en Fédérale 1.
Ilia Kaikatsishvili joue après en Pro D2 avec le RC Massy et l'USO Nevers.
Il s'engage au FC Grenoble pour deux ans à partir de juillet 2020.
L'USON Nevers annonce son retour au club en tant que joker médical à partir de juillet 2022.

## Style de jeu
Le point fort de Ilia Kaikatsishvili est sa tenue en mêlée fermée, considérée comme l'une des toutes meilleures de Pro D2.